# The Flower Kings
The Flower Kings est un groupe suédois de rock progressif. Il est formé en 1994 par le guitariste et chanteur Roine Stolt. Le groupe est un projet de tournée en soutien au troisième album solo de Stolt, The Flower King. Devenu groupe à part entière, The Flower Kings a réalisé jusqu'à maintenant quinze albums studio, en excluant les trois albums solo de Stolt, à savoir The Flower King en 1994, Hydrophonia en 1998 et finalement Wall Street Voodoo en 2005.

## Biographie
Formé en 1993 par le guitariste suédois Roine Stolt, ancien membre du groupe Kaipa, ce simple projet d'album solo chanté en anglais se transforme en groupe au vu du succès rencontré. 
Les sorties d'albums et les tournées s'enchainent alors à un rythme soutenu. Ils s’imposent dans le monde de la musique progressive, attirant même un public à l'origine amateur de metal progressif, grâce aux participations de Roine Stolt dans des groupes comme Transatlantic. Roine et la plupart des autres membres des Flower Kings participent à d'autres groupes comme The Tangent, Karmakanic et sortent presque tous des albums solo (notamment le claviériste Tomas Bodin). Le premier album du groupe, aussi troisième album solo de Stolt, intitulé Flower KIngs (1994), fait participer Stolt au chant, guitare, basse, claviers, Jaime Salazar à la batterie, et Hasse Fröberg au chant, et est enregistré en Suède entre mai 1993 et janvier 1994.
Ils jouent leur premier concert le 20 août 1994 dans un festival en plein air à Uppsala, ville de Stolt et là où The Flower King a été enregistré,,. Ayant décidé de devenir un groupe à plein temps, ils adoptent le nom de The Flower Kings, d'après l'album de Stolt.
Dans les années 2000, le style du groupe s'élargit et ajoute à ses morceaux de rock symphonique des éléments de jazz fusion. Les paroles des chansons promeuvent des valeurs positives, essentiellement pacifiques et écologistes. Zoltan Csörsz est remplacé par le batteur Marcus Liliequist sur un album, mais revient pour l'album The Sum of No Evil en 2007. Il est remplacé par Erik Hammarström en 2008. Après leur tournée en 2008, The Flower Kings reste inactif pendant quatre ans. Ils se réunissent en 2011 tpour travailler sur de nouveaux morceaux,. Ils recrutent à cette période le batteur Felix Lehrmann (27 ans). Banks of Eden, leur onzième album, est publié en juin 2012, et enregistré par techniques analogiques de l'époque du vinyle. Il est suivi par Desolation Rose en octobre 2013.
Le 24 juin 2016, Roine Stolt publie un album réalisé conjointement avec l'ex chanteur de Yes, Jon Anderson, intitulé Invention of Knowledge.

## Style musical
Leur style musical est influencé par ses nombreux changements de rythmes, de sonorités et de mélodies courtes, mais elle peut fasciner par la virtuosité et la créativité débordante des musiciens, qui n’est pas sans rappeler les Emerson, Lake and Palmer, Yes et Genesis à leurs débuts dans les années 1970. Ils reprennent d'ailleurs la pièce The Cinema Show de Genesis sur la compilation Road Back Home. The Flower Kings fait partie du renouveau de la musique progressive des années 1990, comme Spock's Beard. Leurs compositions sont parfois très longues (plus de 30 minutes) et les sons d'orgues et de synthétiseurs analogiques omniprésents.

## Membres
Au départ, Roine Stolt (chant, guitare électrique, basse, claviers), s'associe à Jaime Salazar (batterie), et Hasse Fröberg (chant). Ils sont ensuite rejoints par Michael Stolt (basse) et Tomas Bodin (claviers) qui leur permettent de faire de la scène. Plus tard, Michael Stolt et Jaime Salazar sont remplacés par Jonas Reingold (basse) et Zoltan Csörsz (batterie). Présents sur les albums et parfois sur scène, on trouve aussi Hasse Bruniusson (percussions), Ulf Wallander (saxophone) et Daniel Gildenlöw, leader du groupe suédois Pain of Salvation (principalement chant et guitare). La plupart des compositions sont de Roine Stolt mais Tomas Bodin, Jonas Reingold et Hasse Fröberg signent ou cosignent certaines pièces
Marcus Liliequist remplace Zoltan Csörsz à la batterie qui revient en studio le temps de l'enregistrement de l'album The Sum of No Evil en 2007, Marcus Liliequist étant pris par un projet solo. Pour la tournée d'automne européenne, de l'album The Sum of No Evil en 2007, on verra l'arrivée du batteur de King Crimson : Pat Mastelotto remplaçant de luxe de Zoltan Czörsz, indisponible durablement en raison de son emploi du temps chargé, de par ses projets personnels. L'année 2008 voit donc l'arrivée de deux nouveaux membres, Erik Hammarstrom à la batterie, et Ola Heden au chant, guitares, claviers et percussions, ce dernier opérant dans le registre occupé précédemment par Daniel Gildenlöw.

## Discographie

### Albums studio
- 1995 : Back in the World of Adventures
- 1996 : Retropolis
- 1997 : Stardust We Are (double CD)
- 1999 : Flower Power (double CD)
- 2000 : Space Revolver (avec édition digipack et double CD au Japon)
- 2001 : The Rainmaker, avec édition digipack et édition spéciale double CD)
- 2002 : Unfold the Future (double CD)
- 2004 : Adam and Eve
- 2006 : Paradox Hotel (double CD)
- 2007 : The Sum of no Evil (avec édition spéciale double CD)
- 2012 : Banks of Eden (avec édition spéciale double CD)
- 2013 : Desolation Rose (double CD)
- 2018 : Manifesto of an Alchemist (sous le nom Roine Stolt's The Flower Kings car certains membres sont absents).
- 2019 : Waiting For Miracles (double cD)
- 2020 : Islands (double CD)
- 2022 : By Royal Decree
- 2023 : Look At You Now

### Albums live
- 2000 : Alive on Planet Earth
- 2003 : Meet the Flower Kings (double CD et DVD, vendus ensemble et séparément)
- 2006 : Instant Delivery (double CD et DVD, vendus ensemble et séparément)
- 2011 : Tour Kaputt (double CD et DVD, vendus ensemble et séparément)

### Disques pirates
- 1998 : Édition Limitée Québec
- 2001 : The Rainmaker Tour 2001
- 2002 : Live In New York - Official Bootleg
- 2004 : BetchaWannaDanceStoopid!!!

### Série World of Adventures
- 2000 : Fan Club 2000
- 2002 : Fan Club 2002
- 2004 : Fan Club 2004
- 2005 : Fan Club 2005 / Harvest

### Compilations
- 1998 : Scanning the Greenhouse
- 2007 : Road Back Home - 2 CD - Reprend The Cinema Show de Genesis.

### Albums solo de Roine Stolt
- * 1994 : The Flower King
- * 1998 : Hydrophonia
- * 2005 : Wall Street Voodoo